# Narva
Narva (tysk: Narwa; russisk: Нарва) er Estlands tredjestørste by med 53.360 (2024) indbyggere. Byen ligger ved den russiske grænse. Floden Narva, som danner grænsen mellem Estland og Rusland, løber fra Peipus-søen gennem byen til Narva-Jõesuu, hvor den løber ud i Narvabugten, der er en del af Den Finske Bugt.
Ca. 95% af byens indbyggere er russere (idet byens estiske befolkningsdel, der var flygtet under 2. verdenskrig, i Sovjettiden ikke havde lov at vende tilbage), men mange taler dog også estisk. De mest udbredte fremmedsprog er engelsk og tysk.

## Historie
Historisk var Narva en vigtig by i både det danske (1219-1346) og det svenske (1561-1710) østersørige, og i perioden herimellem for Den Tyske Ordensstat, idet Narvafloden markerer grænsen mellem Rusland og Vesteuropa. Således er de ældste dele af byens grænsefæstning, Hermanni Linnus (tysk: Hermannsfeste) fra den danske tid, ligesom Narva tillige er nævnt i Kong Valdemars Jordebog (1241). Ved Narva udspillede sig under Store Nordiske Krig Slaget ved Narva i 1700. Her besejrede den svenske hær med taktisk overlegenhed en langt større russisk styrke. Fire år senere erobrede russerne dog Narva og lagde herved grunden til godt 200 års russisk dominans i Baltikum.
Narvas gamle by var før 2. verdenskrig en af verdens smukkeste barokbyer, men blev ødelagt af bombardementer i slutningen af krigen, da estiske frivillige sammen med nazister nægtede at nedlægge våbnene og overgive sig til russerne. I Sovjettiden blev byen genopbygget med betonbyggeri. Kun rådhuset er genopbygget i oprindelig stil. Byens voldanlæg med bastioner er dog bevaret.

## Erhverv
Narva har siden 1857 været hjemsted for tekstilindustri i form af Kreenholm Manufaktur, der i dag er svenskejet og er en af Europas største tekstilindustrier. Byens industri har til stadighed udnyttet vandkraften fra Narvafloden.

## Transport
Ud over muligheden for at nå Narva med færgen fra Stockholm til Tallinn og fortsætte rejsen med bus eller tog, kan man også sejle med Narva Line, der sejler mellem Kotka i Finland og Sillamäe nær Narva.

## Personer fra Narva
- Evert Horn (1581-1615), statsholder i Narva
- Nikolai Stepulov (1913-1968), olympisk bokser.
- Paul Keres (1916-1975), skakstormester.
- Valerij Karpin (1969-), tidligere russisk fodboldspiller.